# Kolej Walimska

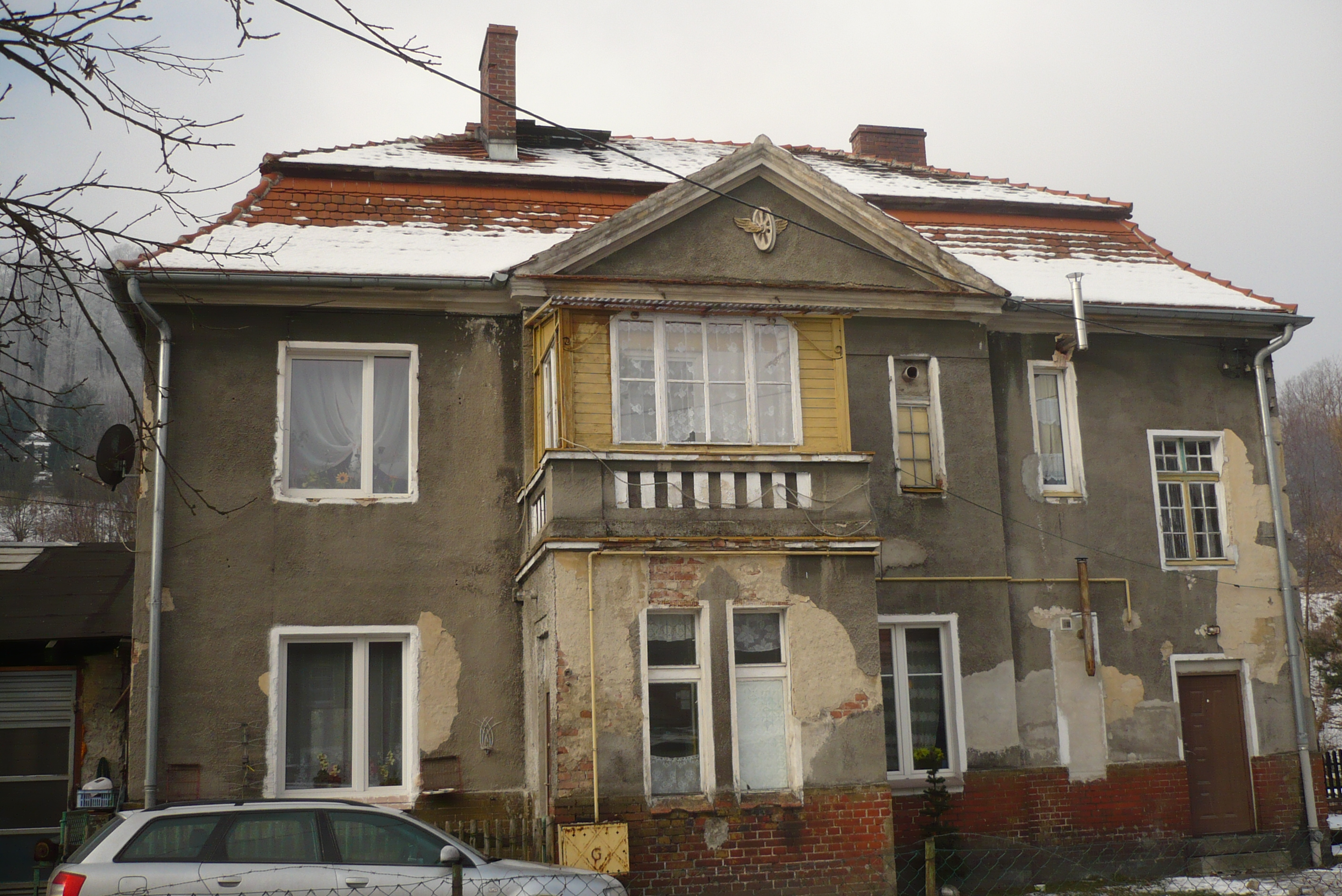
Dawna stacja kolejowa w Walimiu

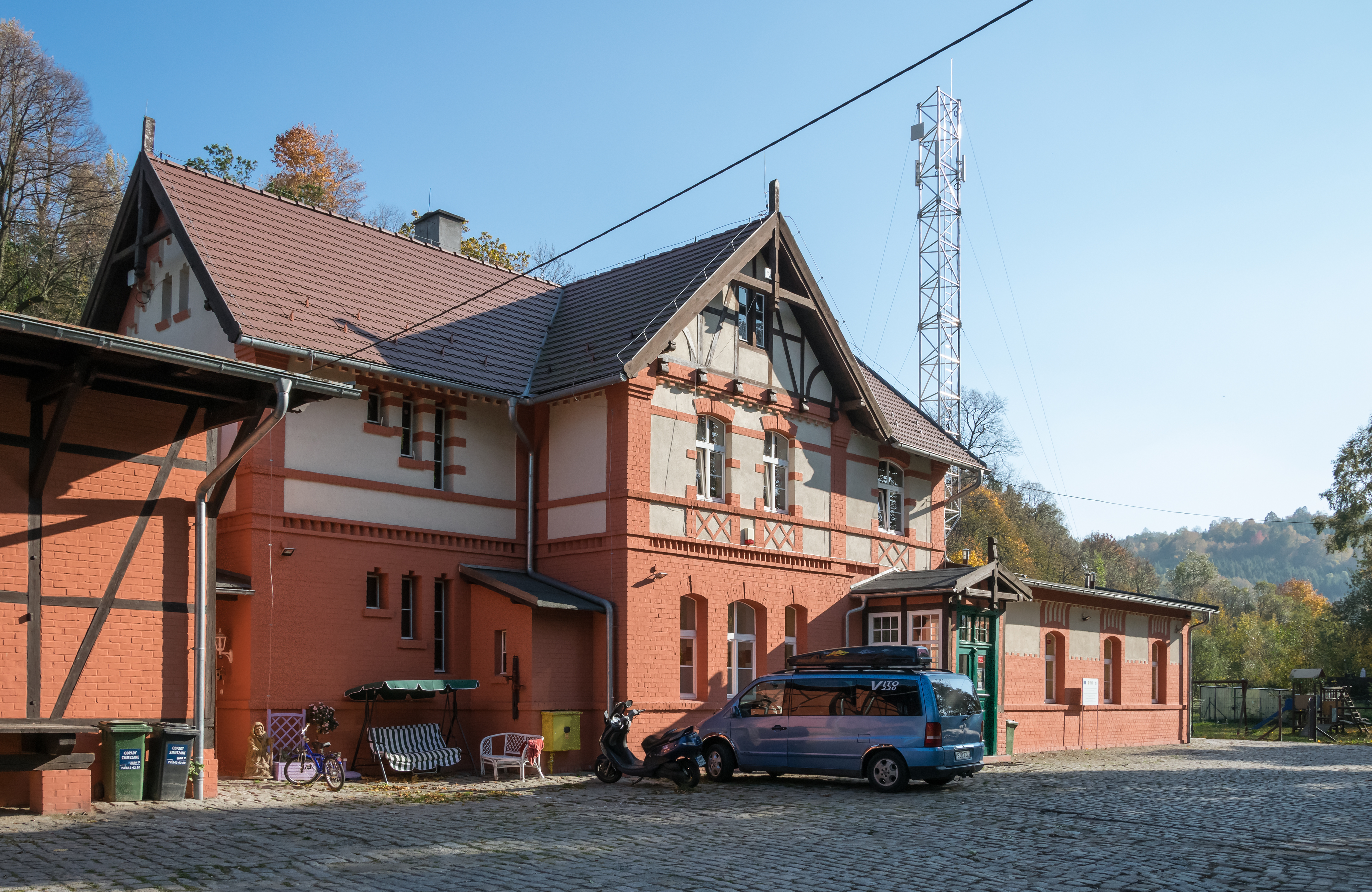
Stacja kolejowa w Jugowicach

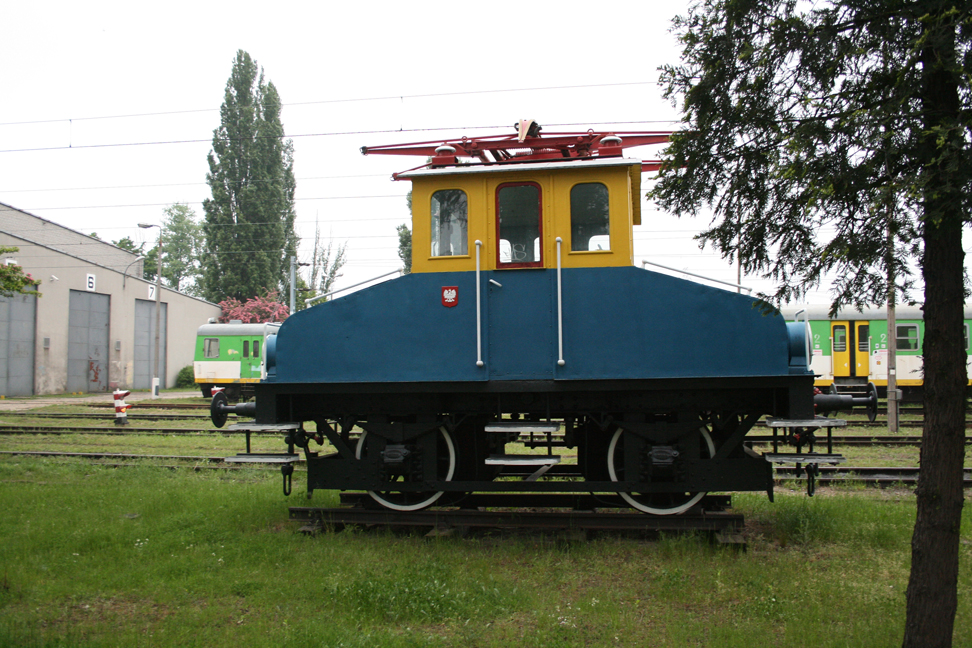
Lokomotywa elektryczna AEG kursująca niegdyś na Kolei Walimskiej jako pomnik w lokomotywowni Warszawa Grochów

Kolej Walimska (niem. Wüstewaltersdorfer Kleinbahn, w rozkładzie jazdy z 1939 oznaczona numerem 130g, w wykazie D29 z 1971 pod numerem 274, w Atlasie Kolejowym Polski figurująca jako linia 285a) – zlikwidowana jednotorowa zelektryfikowana linia kolejowa na Dolnym Śląsku łącząca Walim (Wüstewaltersdorf) z Jugowicami (Hausdorf), odnoga Kolei Bystrzyckiej.

## Historia
Spółka Wüstewaltersdorfer Kleinbahn AG (Kolej Walimska SA) została powołana 11 września 1912. Partycypowały w niej państwo pruskie, powiat wałbrzyski, gmina Walim, a także walimskie zakłady tekstylne Websky, Hartmann & Wiesen AG. Budowa kolei została powierzona spółce Continentale Eisenbahn-Bau- und Betriebs-Gesellschaft. Początkowo planowano ją klasycznie z trakcją parową, jednak dla zwiększenia atrakcyjności turystycznej i braku dymu niepożądanego w znajdujących się w okolicy farbiarniach i bielarniach płótna, zdecydowano się na zbudowanie od podstaw normalnotorowej kolei elektrycznej. Za elektryfikacją przemawiał też fakt znacznej różnicy wysokości względnej na trasie wynoszącej aż 116 metrów na odcinku pięciu kilometrów, co powodowałoby zawodność ówczesnych parowozów. Ze względu na charakter kolei lokalnej wybrano sprawdzony i tani system tramwajowy firmy AEG zasilany prądem stałym o napięciu 1000 V. Energię elektryczną dostarczała, dziś już nieistniejąca, elektrownia węglowa w Miłkowie (Mölke).
Uruchomienie trasy nastąpiło 22 czerwca 1914. Miała 4,7 km długości. Rozpoczynała swój bieg na stacji w Jugowicach (Hausdorf), gdzie łączyła się z Koleją Bystrzycką (ze Świdnicy do Jedliny-Zdrój). Następnie tory biegły po wiadukcie nad drogą do Walimia, by następnie odbić w lewo i podążać nasypem na prawym brzegu potoku Walimka. Oprócz Jugowic i stacji końcowej w Walimiu (Wüstewaltersdorf) istniały dwa przystanki: Sędzimierz (Neugericht) oraz Walim Dolny (Nieder Wüstewaltersdorf). Czas przejazdu w obie strony wynosił równe 15 minut. Linię obsługiwał dwuosiowy wagon motorowy z wagonem doczepnym oraz dwuosiowa lokomotywa elektryczna HWB AEG E400, do której podczepiano skład osobowy lub towarowy, zależnie od potrzeb.
Początkowo otwarcie nowej linii spotkało się z ożywionym zainteresowaniem turystów, co miało przełożenie na liczbę przejazdów – 20 kursów na dobę. Wybuch I wojny światowej, po dwóch miesiącach od otwarcia linii, zaskutkował ograniczeniem liczby kursów osobowych, przy niemal zupełnym ograniczeniu przewozów towarowych. Po wojnie kolej przeżywała trudności związane z ogólnym kryzysem gospodarczym w Niemczech, ale od połowy lat 20. spółka zaczęła notować zyski. W 1927 r. przewieziono 106 868 pasażerów i 21 800 ton towarów, a w 1938 r. – 101 483 pasażerów i 14 722 ton towarów. Oprócz lokalnych składów do Walimia w sezonie docierały także pociągi dodatkowe z Wrocławia (np. pociąg Schnee-Eule), prowadzone niekiedy w trakcji podwójnej. Od 25 września 1933 równolegle do linii kolejowej funkcjonowało również połączenie autobusowe. W 1938 autobusy pokonały 15959 km, przewożąc 7760 pasażerów i przynosząc przychód w wysokości 5419 RM.
Ruch na trasie ustał 7 maja 1945. Po przejęciu Dolnego Śląska przez administrację polską linię przejęły Polskie Koleje Państwowe. W odróżnieniu od wielu innych lokalnych linii kolejowych w regionie uniknęła ona rozszabrowania, a także planowego demontażu trakcji elektrycznej dokonanego na podstawie porozumienia nr 9484 między rządem polskim i radzieckim. Regularną komunikację wznowiono w październiku 1947 – była to wtedy jedyna zachowana po wojnie linia elektryczna na Dolnym Śląsku. Jeszcze w 1958 roku prowadzono w dni robocze osiem kursów skomunikowanych w Jugowicach z linią Świdnica – Jedlina-Zdrój, ale coraz gorszy stan techniczny linii i wyraźny spadek liczby podróżnych (Walim stracił znaczenie turystyczne i z pociągów korzystała już niemal wyłącznie miejscowa ludność, około 32 000 pasażerów rocznie w latach 50.) doprowadziły do zawieszenia ruchu pasażerskiego w dniu 4 października 1959 i rozebrania trakcji elektrycznej. W roku 1960 nieregularnie pojawiały się jeszcze kursy pasażerskie, po czym ustały zupełnie, a linia służyła wyłącznie ruchowi towarowemu. Korzystano z poniemieckich lokomotyw parowych Ty2. Zachowana lokomotywa elektryczna HWB AEG E400 z linii walimskiej stoi dziś jako pomnik na terenie lokomotywowni Warszawa Grochów. Wagon motorowy i wagony doczepne pocięto w latach 80. na złom.
Pociągi towarowe do Walimia kursowały do roku 1975. W 1984 tory na odcinku Sędzimierz – Walim zostały rozebrane. Odcinek o długości 1,9 km z Jugowic do Sędzimierza służył jako bocznica dla miejscowego tartaku do początku lat 90., potem również został rozebrany.